# 단성사 앞 저격 사건
단성사 앞 저격 사건은 제1공화국 1955년 1월 29일 자유당과 결탁한 이정재의 폭력 단체 동대문 사단 소속 김동진이 조봉암, 신익희 등 40여 명의 암살 명단을 폭로한 뒤 단성사 앞에서 저격당한 테러 사건이다.

## 사건 개요

1960년 재수사한 단성사 앞 저격사건에 대해 증언하고 있는 김동진

단성사 앞 저격사건의 당사자 이석재

이정재는 자유당의 지시를 받아 세칭 제삼세력 살해음모를 계획했고 자신의 부하 김동진에게 조봉암, 신익희 등 40여 명의 인물들을 암살하라고 지시했다. 그러나 김동진은 이 명단을 폭로하면서 시경에 신고하였다. 이후 김동진은 잠적한 뒤 영화를 보기위해 단성사를 찾았고 영화가 끝난 후에 단성사 앞에서 이정재의 부하이자 재종형제 이석재에게 저격당해 중상을 입었으며 이석재는 곧바로 구속, 검찰은 김윤도 검사의 지휘로 이 사건을 수사하여 이정재를 살인교사죄로 구속하였으나, 곽영주와 자유당의 방해로 새로운 검사로 교체되면서 이정재는 다시 석방되었으며 이석재만 구속기소되었다.

## 같이 보기
- 이정재
- 이기붕
- 자유당
- 곽영주
- 단성사
- 김동진